# 권희필
권희필(1935년 6월 17일 ~ 2023년 10월 27일)은 대한민국의 정치인이다. 제11·12대 제천시장을 역임했다.

## 학력
- 동명초등학교 졸업
- 제천중학교 졸업
- 제천고등학교 졸업
- 청주대학교 경제학 학사

## 역대 선거 결과
|  | 34.41% |

|  | 23.23% |

|  | 17.45% |